# Ballbreaker

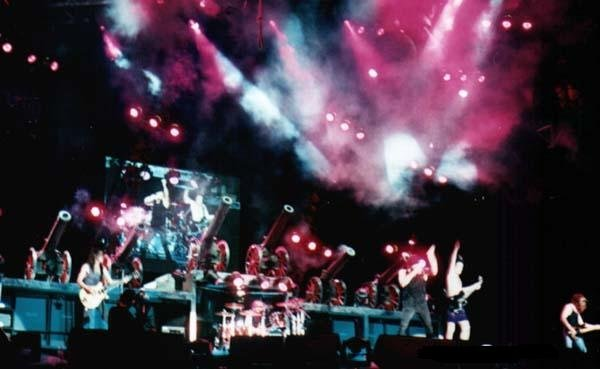
Uma imagem do concerto da banda AC/DC no Chile

Ballbreaker é o décimo terceiro álbum de estúdio lançado pela banda de rock australiana AC/DC em 1995.

## Antecedentes
Apesar de não ter sido tão bem recebido pela crítica, Ballbreaker chamou a atenção dos fãs devido à volta do baterista Phil Rudd à banda. Ele havia saído do AC/DC em 1983 por problemas pessoais e internos com Malcom Young, que não foram revelados a mídia, Phil Rudd também afirma que queria dar um tempo no AC/DC pois estava muito desgastado pelos trabalhos exaustivos nas turnês de Highway to Hell, Back in Black e For Those About to Rock (We Salute You) . O álbum também marcou uma nova turnê mundial da banda, culminando no lançamento do DVD No Bull em 1996, sendo remasterizado em 2008. Durante a turnê, 5 músicas inéditas foram tocadas: 'Hard As a Rock', 'Boogie Man', 'Cover You In Oil', 'Hail Caesar' e 'Ballbreaker'.
Malcolm Young (guitarrista base, líder e fundador do AC/DC) comenta sobre o produtor de Ballbreaker, Rick Robin : "Rick Robin não é um 'roqueiro'. Tenho certeza disso. Nunca mais vamos fazer outro trabalho com ele, para ser honesto o cara era um 'impostor'." Segundo Malcolm devido ao descompromisso de Rick Robin, Mike Fraser engenheiro de som no disco teria assumido as partes finais da do trabalho.
| Críticas profissionais | Críticas profissionais |
| Avaliações da crítica  | Avaliações da crítica  |
| Fonte                  | Avaliação              |
| ---------------------- | ---------------------- |
| Allmusic               | 3 de 5 estrelas.       |

## Lista de faixas
Composições de Angus Young e Malcolm Young.
1. "Hard as a Rock" – 4:31
2. "Cover You in Oil" – 4:32
3. "The Furor" – 4:10
4. "Boogie Man" – 4:07
5. "The Honey Roll" – 5:34
6. "Burnin' Alive" – 5:05
7. "Hail Caesar" – 5:14
8. "Love Bomb" – 3:14
9. "Caught With Your Pants Down" – 4:14
10. "Whiskey on the Rocks" – 4:35
11. "Ballbreaker" – 4:31

## Formação
- Brian Johnson – vocal
- Angus Young – guitarra solo
- Malcolm Young – guitarra base, voz auxiliar
- Cliff Williams – baixo, voz auxiliar
- Phil Rudd – bateria

## Paradas musicais
| País/Parada (1995–96)                 | Melhor posição |
| ------------------------------------- | -------------- |
| Austrália (ARIA)                      | 1              |
| Áustria (Ö3 Austria Top 40)           | 2              |
| Bélgica (Ultratop Valônia)            | 3              |
| Países Baixos (Dutch Charts)          | 28             |
| Alemanha (Offizielle Deutsche Charts) | 4              |
| Hungria (MAHASZ)                      | 12             |
| Noruega (VG-lista)                    | 4              |
| Nova Zelândia (RMNZ)                  | 2              |
| Suécia (Sverigetopplistan)            | 1              |
| Suíça (Schweizer Hitparade)           | 3              |
| Finlândia (Suomen virallinen lista)   | 1              |
| Reino Unido (UK Albums Chart)         | 6              |
| Estados Unidos (Billboard 200)        | 4              |
| Japão (Oricon)                        | 194            |